# Astley Bridge
Astley Bridge är en stadsdel i Bolton, i distriktet Bolton, i grevskapet Greater Manchester, i England. Denna ward hade 14 141 invånare år 2021. Astley Bridge var en civil parish från 1894 till 1898 då den blev en del av Bolton. Astley Bridge var ett distrikt från 1894 till 1898.